# Tour d'Italie 2013
La 96e édition du Tour d'Italie s'est déroulée du 4 au 26 mai 2013. Pour la première fois depuis 1963, le Giro s'élance de Naples. L’arrivée se tient à Brescia après 21 étapes. Il s'agit de la 15e épreuve de l'UCI World Tour 2013. Grâce notamment à ses trois victoires d'étape, Vincenzo Nibali (Astana) remporte le classement général. Il devance Rigoberto Urán (Sky), lui aussi gagnant d'une étape et qui obtient son premier podium sur un Grand Tour, et Cadel Evans (BMC Racing), qui est ainsi monté sur le podium des 3 Grands Tours. Carlos Betancur (AG2R La Mondiale), 5e du classement général, termine meilleur jeune de la course. Vainqueur de cinq étapes, Mark Cavendish (Omega Pharma-Quick Step) s'adjuge le maillot rouge, entrant ainsi dans le cercle très fermé des coureurs vainqueur du classement par points sur les 3 Grands Tours durant leur carrière. Stefano Pirazzi (Bardiani Valvole-CSF Inox) termine maillot bleu de meilleur grimpeur. Le classement par équipes au temps revient à la formation Sky et le classement par équipes aux points à l'équipe Movistar, qui remporte également quatre succès d'étape.
Cependant Mauro Santambrogio est disqualifié de ce Tour d'Italie après un contrôle positif à l'EPO effectué au terme de la première étape. Sa place au général reste vacante, l'étape qu'il avait initialement remportée revient à Vincenzo Nibali.

## Présentation

### Parcours
Le Tour d’Italie 2013 démarre avec une étape de plaine disputée autour de Naples, puis un contre-la-montre par équipes de 17,4 km est disputé au deuxième jour de course. S'ensuivent deux étapes difficiles : la 3e étape, longue de 212 km, emprunte le Sella di Cantona puis une longue descente vers l'arrivée ; le final de la 4e étape est marqué par le Croce Ferrata, une ascension de 12,75 km à 5,5 %, suivi des 6,7 derniers kilomètres en faux plats descendants. L'arrivée du lendemain se fait après une bosse non-répertoriée, avant une étape de plaine. La 7e étape est vallonnée, avec notamment quatre ascensions répertoriées dans les 50 derniers kilomètres.
Vient ensuite un contre-la-montre de 54,8 km puis une étape de moyenne montagne, avec à 10 km de l'arrivée à Florence le sommet de la côte de Fiesole, au programme des prochains mondiaux. Après le premier jour de repos, les coureurs font face à la première étape de montagne de ce Giro, avec l'enchaînement du passo Cannon di Lanza et du Malghe del Montasio, en haut duquel est jugée l'arrivée.
Le lendemain, une nouvelle étape difficile est programmée, avec la très longue ascension du Siella Ciampigotto assez loin de l'arrivée, qui est placée en haut d'une ascension. La journée suivante a lieu une étape de plaine, puis une étape plutôt vallonnée dans le final.
La 14e étape est courte (156 km) mais comprend la très longue montée vers Sestrières et l'ascension finale du Jafferau. La 15e étape est marquée par le col du Mont-Cenis, le col du Télégraphe et l'arrivée à Valloire au col du Galibier. Après le deuxième jour de repos, la course repart en Italie, via le col du Mont-Cenis. Le final de l'étape emprunte la montée vers Andrate à une quinzaine de kilomètres de la ligne. La difficulté de l'étape réside en outre dans sa longueur, 237 km. La 17e étape est plate, puis les coureurs prennent part à un contre-la-montre en côte vers Polsa. Sont ensuite programmées les deux étapes les plus dures de la course. La 19e étape ne fait que 138 km, mais les coureurs escaladent le col du Gavia, le Stelvio (Cima Coppi) et la montée finale vers Val Martello. La 20e étape comprend cinq cols, dont le col de Giau et l'arrivée au sommet des Tre Cime di Lavaredo. L'épreuve se conclut par une étape de plaine,.
Pour les coureurs, ce Tour d'Italie propose « vraiment un parcours pour des coureurs complets », « un Giro équilibré », « un Giro très difficile, en particulier lors de la dernière semaine » et une dernière semaine « terrifiante, particulièrement les 19e et 20e étapes ». De son côté, Mark Cavendish dénombre 5 à 7 étapes pour sprinteurs, ce qui « est une bonne chose » pour lui, et est satisfait de voir que la dernière étape n'est pas un contre-la-montre mais une étape de plaine.

### Équipes
L'organisateur RCS Sport a annoncé le 8 octobre 2012 la présence de l'équipe Androni Giocattoli-Venezuela vainqueur en 2012 de la coupe d'Italie de cyclisme sur route. Puis, le 8 janvier 2013, RCS Sport annonce la sélection des trois dernières équipes qui sont les formations Bardiani Valvole-CSF Inox, Colombia et Vini Fantini-Selle Italia. Cependant, l'équipe Katusha est réintégrée à l'UCI World Tour par à une décision du Tribunal arbitral du sport le 15 février 2013. La direction du Giro fait alors part de son désarroi face à la situation puisque le nombre de coureurs augmenterait,. Le 28 février 2013, l'UCI décide finalement d'autoriser le Giro à se courir avec plus de 200 coureurs au départ. 23 équipes participent à ce Tour d'Italie – 19 ProTeams et 4 équipes continentales professionnelles.
| Nom de l'équipe         | Pays        | Code |
| ----------------------- | ----------- | ---- |
| AG2R La Mondiale        | France      | ALM  |
| Argos-Shimano           | Pays-Bas    | ARG  |
| Astana                  | Kazakhstan  | AST  |
| Blanco                  | Pays-Bas    | BLA  |
| BMC Racing              | États-Unis  | BMC  |
| Cannondale              | Italie      | CAN  |
| Euskaltel Euskadi       | Espagne     | EUS  |
| FDJ                     | France      | FDJ  |
| Garmin-Sharp            | États-Unis  | GRS  |
| Katusha                 | Russie      | KAT  |
| Lampre-Merida           | Italie      | LAM  |
| Lotto-Belisol           | Belgique    | LTB  |
| Movistar                | Espagne     | MOV  |
| Omega Pharma-Quick Step | Belgique    | OPQ  |
| Orica-GreenEDGE         | Australie   | OGE  |
| RadioShack-Leopard      | Luxembourg  | RLT  |
| Saxo-Tinkoff            | Danemark    | TST  |
| Sky                     | Royaume-Uni | SKY  |
| Vacansoleil-DCM         | Pays-Bas    | VCD  |

| Nom de l'équipe              | Pays     | Code |
| ---------------------------- | -------- | ---- |
| Androni Giocattoli-Venezuela | Italie   | AND  |
| Bardiani Valvole-CSF Inox    | Italie   | BAR  |
| Colombia                     | Colombie | COL  |
| Vini Fantini-Selle Italia    | Italie   | VIN  |

### Coureurs

#### Hommage
Le dossard 108, qui aurait dû être porté par le Canadien Dominique Rollin (FDJ) est retiré pour la 2e année consécutive en hommage au Belge Wouter Weylandt décédé sur les routes du Tour d'Italie 2011 avec ce même dossard.

#### Favoris pour le classement général
Bradley Wiggins (Sky), vainqueur du dernier Tour de France, et Vincenzo Nibali (Astana), vainqueur en 2013 de Tirreno-Adriatico et du Tour du Trentin, sont les deux principaux favoris de la course,. En vue sur Liège-Bastogne-Liège, le tenant du titre, Ryder Hesjedal (Garmin-Sharp) et Michele Scarponi (Lampre-Merida), vainqueur en 2011 et régulièrement bien placé au classement général, sont également candidats à la victoire finale. Auteur d'un début de saison plus discret, Cadel Evans (BMC Racing), Robert Gesink (Blanco) et Samuel Sánchez (Euskaltel Euskadi), toujours placé mais jamais vainqueur sur les grands tours, font aussi partie des favoris. Parmi les outsiders de l'épreuve, on peut citer Beñat Intxausti (Movistar), et Franco Pellizotti (Androni Giocattoli-Venezuela). L'équipe AG2R La Mondiale sera emmené par Domenico Pozzovivo, tandis que Carlos Betancur, très en vue sur les ardennaises, aura des libertés. La formation Vacansoleil-DCM décide d'écarter José Rujano, un des outsiders de la course, quelques jours avant le départ car celui-ci a été cité dans une enquête antidopage. L'équipe dit ne pas souhaiter « risquer de discréditer les organisateurs, l'équipe, le sport et le coureur lui-même ». Ivan Basso (Cannondale) est lui aussi forfait pour ce Giro.

#### Sprinteurs
Mark Cavendish (Omega Pharma-Quick Step), vainqueur de dix étapes sur le Giro dont trois en 2012 ainsi que du prix de la combativité, se présente comme le principal favori pour les sprints. Matthew Goss (Orica-GreenEDGE), vainqueur de la troisième étape en 2012, Manuel Belletti (AG2R La Mondiale), Mattia Gavazzi (Androni Giocattoli-Venezuela), Roberto Ferrari (Lampre-Merida), lui aussi vainqueur en 2012, Sacha Modolo (Bardiani Valvole-CSF Inox), Francesco Chicchi (Vini Fantini-Selle Italia), Nacer Bouhanni (FDJ), Elia Viviani (Cannondale), Francisco Ventoso (Movistar), Giacomo Nizzolo (RadioShack-Leopard) et John Degenkolb (Argos-Shimano), auteur de cinq succès sur le Tour d'Espagne 2012, sont également présents.

## Récit de la course

### 4 - 5 mai: le week-end d'ouverture
Mark Cavendish (Omega Pharma-Quick Step) remporte la première étape au sprint, devant Elia Viviani (Cannondale) et Nacer Bouhanni (FDJ), et s'empare du même coup des maillots rose et rouge. Une chute s'est produite dans le final, provoquant de nombreuses réactions parmi les coureurs. L'équipe Sky remporte ensuite le contre-la-montre par équipes, permettant ainsi à Salvatore Puccio de porter le maillot rose et à Bradley Wiggins de prendre du temps sur ses adversaires. La formation Movistar termine à 9 secondes et l'équipe Astana de Vincenzo Nibali à 14 secondes. Parmi les autres favoris, Michele Scarponi (Lampre-Merida), Ryder Hesjedal (Garmin-Sharp) et Robert Gesink (Blanco) s'en sortent plutôt bien, avec un retard respectif de 22, 25 et 27 secondes. Les formations BMC Racing de Cadel Evans et Euskaltel Euskadi de Samuel Sánchez concèdent plus de temps, respectivement 37 secondes et 1 minute et 1 seconde.

### 6 - 9 mai: Paolini en rose
Le lendemain, Luca Paolini (Katusha) fait la différence dans la dernière descente et s'impose avec 16 secondes d'avance sur Evans et Hesjedal, qui règlent le groupe des favoris et prennent ainsi des bonifications. Scarponi a chuté dans la descente et termine avec 1 minute de retard sur le vainqueur du jour, qui prend la tête du classement général et du classement par points. Wiggins et Rigoberto Urán (Sky) pointent désormais à 17 secondes du nouveau maillot rose. Lors de la quatrième étape, Danilo Di Luca (Vini Fantini-Selle Italia) et Robinson Chalapud (Colombia) attaquent dans le Croce Ferrata, mais sont repris à quelques hectomètres de l'arrivée. Enrico Battaglin (Bardiani Valvole-CSF Inox) s'impose, en devançant au sprint Fabio Felline (Androni Giocattoli-Venezuela) et Giovanni Visconti (Movistar). Bradley Wiggins est pris dans une cassure et perd 17 secondes, reculant ainsi à la sixième place au classement général, trois secondes derrière Nibali et dans le même temps que Hesjedal. Le classement général ne connait pas de changement significatif après les cinquième et sixième étapes, remportées au sprint par John Degenkolb (Argos-Shimano) devant Ángel Vicioso (Katusha) et Paul Martens (Blanco), et par Mark Cavendish, qui s'empare du maillot rouge, en devançant Elia Viviani et Matthew Goss (Orica-GreenEDGE).

### 10 - 14 mai: Nibali prend le dessus sur Hesjedal et Wiggins
Membre de l'échappée matinale, Adam Hansen (Lotto-Belisol) remporte la septième étape. Battaglin règle le groupe des favoris devant Di Luca, à 1 minute et 7 secondes. Bradley Wiggins, distancé dans la dernière montée puis victime d'une chute dans la descente, concède 1 minute 24 secondes à ses rivaux, et ses coéquipiers Sergio Henao et Rigoberto Urán, qui l'ont accompagné, neuf secondes de plus. Beñat Intxausti (Movistar) prend la tête du classement général, 5 secondes devant Nibali et 8 secondes devant Hesjedal. Alex Dowsett (Movistar) s'adjuge ensuite le contre-la-montre, 10 secondes devant Wiggins et 14 secondes devant Tanel Kangert (Astana). Vincenzo Nibali, quatrième de l'étape à 21 secondes, s'empare du maillot rose. Il devance au classement général Cadel Evans, Robert Gesink, Bradley Wiggins et Michele Scarponi. Ryder Hesjedal, 18e de l'étape, recule au sixième rang. Maxim Belkov (Katusha) s'impose sur la neuvième étape, devançant les Colombiens Carlos Betancur (AG2R La Mondiale) et Jarlinson Pantano (Colombia). Au classement général, Hesjedal est le grand perdant de la journée : il finit à plus d'une minute du groupe maillot rose et pointe désormais à la onzième place du classement général. Cadel Evans s'empare du maillot rouge et Stefano Pirazzi (Bardiani Valvole-CSF Inox) du maillot bleu. Rigoberto Urán s'impose lors de la première étape de haute montagne. Il devance de 20 secondes Carlos Betancur et de 31 secondes Vincenzo Nibali, qui règle un groupe de cinq coureurs. Intxausti, Wiggins, Scarponi et Gesink terminent à plus d'une minute du vainqueur. En revanche, Samuel Sánchez concède plus de quatre minutes. Ryder Hesjedal finit à près de 21 minutes. Urán remonte à la troisième place du classement général, à deux minutes de Nibali. Domenico Pozzovivo (AG2R La Mondiale) et le nouveau maillot blanc Rafał Majka (Saxo-Tinkoff) font leur entrée dans le Top 10.

### 15 - 17 mai: étapes de transition
Ramūnas Navardauskas (Garmin-Sharp) gagne la onzième étape, en devançant ses compagnons d'échappée Daniel Oss (BMC Racing) et Stefano Pirazzi. Mark Cavendish s'adjuge les douzième et treizième étapes. Il devance Nacer Bouhanni et Luka Mezgec (Argos-Shimano), puis Giacomo Nizzolo (RadioShack-Leopard) et Mezgec. Bradley Wiggins termine à plus de trois minutes lors de la douzième étape et ne prend pas le départ le lendemain, tout comme Ryder Hesjedal.

### 18 - 22 mai: étapes de montagne et succès des Movistar
Dans un épais brouillard, Mauro Santambrogio (Vini Fantini-Selle Italia) s'impose sur la 14e étape devant Vincenzo Nibali et neuf secondes devant Carlos Betancur. Après la disqualification pour dopage de Santambrogio, l'étape revient à Nibali. Samuel Sánchez, Rigoberto Urán, Cadel Evans, Domenico Pozzovivo et Robert Kišerlovski (RadioShack-Leopard) arrivent avec une trentaine de secondes de retard, tandis que Beñat Intxausti et Michele Scarponi concèdent près d'une minute et demie. Robert Gesink est le grand perdant du jour, en terminant 35e de l'étape à plus de quatre minutes. Au classement général, Nibali possède une minute 26 secondes d'avance sur Evans, un peu moins de trois minutes sur Urán et Santambrogio et près de quatre minutes sur Scarponi. Rescapé de l'échappée matinale, Giovanni Visconti obtient la victoire lors de la 15e étape. Il devance de 42 secondes Carlos Betancur, Przemysław Niemiec (Lampre-Merida) et Rafał Majka. Le groupe maillot rose finit à 54 secondes. Au classement général, aucun changement n'a lieu parmi les cinq premiers. Grâce aux bonifications, Betancur reprend le maillot blanc. Beñat Intxausti remporte la 16e étape, en battant au sprint Tanel Kangert et Przemysław Niemiec. Le groupe maillot rose termine à 14 secondes. Santambrogio finit à 2 minutes 24 secondes, chutant ainsi à la sixième place du classement général. Robert Gesink, 17e de l'étape mais victime d'un saut de chaîne à 1,5 km de l'arrivée alors qu'il était dans le groupe de tête, est reclassé dans le même temps que le vainqueur. Il réintègre ainsi la 10e place du classement général au détriment de Domenico Pozzovivo, qui termine à 1 minute 51 secondes. Le lendemain, l'équipe Movistar obtient une troisième victoire consécutive, avec le succès de Giovanni Visconti, qui s'impose avec 19 secondes d'avance sur le peloton, réglé par Ramūnas Navardauskas et Luka Mezgec.

### 23 - 26 mai: le triomphe de Nibali
Vincenzo Nibali conforte son maillot rose en remportant le chrono en côte, devant Samuel Sánchez et Damiano Caruso (Cannondale). Au classement général, il possède désormais 4 minutes 2 secondes d'avance sur Cadel Evans, 4 minutes 12 secondes sur Rigoberto Urán et 5 minutes 14 secondes sur Michele Scarponi. Rafał Majka, 5e de l'étape, reprend le maillot blanc pour 2 secondes à Carlos Betancur et est désormais 6e du classement général. Sánchez remonte à la 10e place, 9 minutes 34 secondes. Le lendemain, l'étape est annulée à cause des conditions météo. Alors que Robert Gesink abandonne, Danilo Di Luca, à la suite d'un contrôle positif à l'EPO datant du 29 avril, est suspendu provisoirement par l'UCI et est donc exclu du Giro. Sous la neige, Vincenzo Nibali s'impose au sommet des Tre Cime di Lavaredo, une vingtaine de secondes devant les Colombiens Fabio Duarte (Colombia), Rigoberto Urán et Carlos Betancur. Cadel Evans concède 1 min 30 s, et recule ainsi à la 3e place du classement général au bénéfice d'Urán. Betancur dépasse Przemysław Niemiec et Rafał Majka pour s'emparer du 5e rang du classement et du maillot blanc. Beñat Intxausti gagne un rang pour se classer désormais 8e au détriment de Mauro Santambrogio. Domenico Pozzovivo rentre dans le Top 10. Mark Cavendish remporte la dernière étape, en devançant Sacha Modolo (Bardiani Valvole-CSF Inox) et Elia Viviani. Il remporte ainsi le classement par point, dont il avait abandonné la tête la veille à Vincenzo Nibali. Ce dernier termine dans le peloton et gagne ainsi son premier Tour d'Italie. Parmi les classements annexes, un seul changement est à noter : Movistar termine en tête du classement par équipe aux points. Stefano Pirazzi finit donc meilleur grimpeur, Carlos Betancur meilleur jeune et la formation Sky meilleure équipe au temps.

## Étapes
La 14e étape, initialement longue de 168 km, a vu son parcours modifié à cause de la neige : la montée vers Sestrières et sa descente ne sont pas empruntées, les coureurs passent alors par le Val de Suse et l'étape fait finalement 181 km. Le lendemain, l'étape, d'une longueur prévue de 149 km, voit son arrivée avancée de 4,25 km, à la hauteur de la stèle Marco Pantani. La 19e étape voit également son parcours chamboulé par les conditions météo : le col du Gavia et le Stelvio sont remplacés par le passo del Tonale et le passo Castrin, l'étape faisant désormais 160 km et non 139 km. L'étape est finalement annulée. La neige modifie également le parcours de la 20e étape, initialement longue de 203 km et comprenant 5 cols. L'étape fera en fait 210 km et n'empruntera que les deux dernières ascensions : le passo Tre Croci et la montée finale vers les Tre Cime di Lavaredo, la nouvelle Cima Coppi.
| Étape     | Date        | Villes étapes                                              | Type                         | Distance (km)    | Vainqueur d’étape    | Leader du classement général |
| --------- | ----------- | ---------------------------------------------------------- | ---------------------------- | ---------------- | -------------------- | ---------------------------- |
| 1re étape | Sam. 4 mai  | Naples – Naples                                            | Étape de plaine              | 130              | Mark Cavendish       | Mark Cavendish               |
| 2e étape  | Dim. 5 mai  | Ischia – Forio                                             | Contre-la-montre par équipes | 17,4             | Sky                  | Salvatore Puccio             |
| 3e étape  | Lun. 6 mai  | Sorrente – Marina di Ascea                                 | Étape de montage moyenne     | 222              | Luca Paolini         | Luca Paolini                 |
| 4e étape  | Mar. 7 mai  | Policastro Bussentino – Serra San Bruno                    | Étape de montage moyenne     | 246              | Enrico Battaglin     | Luca Paolini                 |
| 5e étape  | Mer. 8 mai  | Cosenza – Matera                                           | Étape de plaine              | 203              | John Degenkolb       | Luca Paolini                 |
| 6e étape  | Jeu. 9 mai  | Mola di Bari – Margherita di Savoia                        | Étape de plaine              | 169              | Mark Cavendish       | Luca Paolini                 |
| 7e étape  | Ven. 10 mai | San Salvo – Pescara                                        | Étape de montage moyenne     | 177              | Adam Hansen          | Beñat Intxausti              |
| 8e étape  | Sam. 11 mai | Gabicce Mare – Saltara                                     | Contre-la-montre             | 54,8             | Alex Dowsett         | Vincenzo Nibali              |
| 9e étape  | Dim. 12 mai | Sansepolcro – Florence                                     | Étape de montage moyenne     | 170              | Maxim Belkov         | Vincenzo Nibali              |
|           | Lun. 13 mai | Florence                                                   | Journée de repos             | Journée de repos | Journée de repos     | Journée de repos             |
| 10e étape | Mar. 14 mai | Cordenons – Altopiano del Montasio                         | Étape de montagne            | 167              | Rigoberto Urán       | Vincenzo Nibali              |
| 11e étape | Mer. 15 mai | Tarvisio – Vajont                                          | Étape de montage moyenne     | 182              | Ramūnas Navardauskas | Vincenzo Nibali              |
| 12e étape | Jeu. 16 mai | Longarone – Trévise                                        | Étape de plaine              | 134              | Mark Cavendish       | Vincenzo Nibali              |
| 13e étape | Ven. 17 mai | Busseto – Cherasco                                         | Étape de plaine              | 254              | Mark Cavendish       | Vincenzo Nibali              |
| 14e étape | Sam. 18 mai | Cervere – Bardonèche Monte Jafferau                        | Étape de montagne            | 181              | Vincenzo Nibali      | Vincenzo Nibali              |
| 15e étape | Dim. 19 mai | Cesana Torinese – Les Granges du Galibier (Valloire) (FRA) | Étape de montagne            | 145              | Giovanni Visconti    | Vincenzo Nibali              |
|           | Lun. 20 mai | Valloire (FRA)                                             | Journée de repos             | Journée de repos | Journée de repos     | Journée de repos             |
| 16e étape | Mar. 21 mai | Valloire (FRA) – Ivrée                                     | Étape de montage moyenne     | 238              | Beñat Intxausti      | Vincenzo Nibali              |
| 17e étape | Mer. 22 mai | Caravaggio – Vicence                                       | Étape de plaine              | 214              | Giovanni Visconti    | Vincenzo Nibali              |
| 18e étape | Jeu. 23 mai | Mori – Polsa (it)                                          | Contre-la-montre             | 20,6             | Vincenzo Nibali      | Vincenzo Nibali              |
| 19e étape | Ven. 24 mai | Ponte di Legno – Val Martello                              | Étape de montagne            | 160              | Étape annulée        | Étape annulée                |
| 20e étape | Sam. 25 mai | Silandro – Tre Cime di Lavaredo                            | Étape de montagne            | 210              | Vincenzo Nibali      | Vincenzo Nibali              |
| 21e étape | Dim. 26 mai | Riese Pio X – Brescia                                      | Étape de plaine              | 206              | Mark Cavendish       | Vincenzo Nibali              |

## Classements finals

### Classement général
|     | Cycliste           | Pays      | Équipe                       |    | Temps            |
| --- | ------------------ | --------- | ---------------------------- | -- | ---------------- |
| 1   | Vincenzo Nibali    | Italie    | Astana                       | en | 84 h 53 min 28 s |
| 2   | Rigoberto Urán     | Colombie  | Sky                          | +  | 4 min 43 s       |
| 3   | Cadel Evans        | Australie | BMC Racing                   |    | 5 min 52 s       |
| 4   | Michele Scarponi   | Italie    | Lampre-Merida                |    | 6 min 48 s       |
| 5   | Carlos Betancur    | Colombie  | AG2R La Mondiale             |    | 7 min 28 s       |
| 6   | Przemysław Niemiec | Pologne   | Lampre-Merida                |    | 7 min 43 s       |
| 7   | Rafał Majka        | Pologne   | Saxo-Tinkoff                 |    | 8 min 9 s        |
| 8   | Beñat Intxausti    | Espagne   | Movistar                     |    | 10 min 26 s      |
| DSQ | Mauro Santambrogio | Italie    | Vini Fantini-Selle Italia    |    | 10 min 32 s      |
| 10  | Domenico Pozzovivo | Italie    | AG2R La Mondiale             |    | 10 min 59 s      |
| 11  | Franco Pellizotti  | Italie    | Androni Giocattoli-Venezuela |    | 11 min 35 s      |
| 12  | Samuel Sánchez     | Espagne   | Euskaltel Euskadi            |    | 12 min 13 s      |
| 13  | Yury Trofimov      | Russie    | Katusha                      |    | 12 min 55 s      |
| 14  | Tanel Kangert      | Estonie   | Astana                       |    | 12 min 57 s      |
| 15  | Robert Kišerlovski | Croatie   | RadioShack-Leopard           |    | 14 min 27 s      |
| 16  | Sergio Henao       | Colombie  | Sky                          |    | 18 min 19 s      |
| 17  | Wilco Kelderman    | Pays-Bas  | Blanco                       |    | 20 min 18 s      |
| 18  | Darwin Atapuma     | Colombie  | Colombia                     |    | 28 min 56 s      |
| 19  | Damiano Caruso     | Italie    | Cannondale                   |    | 30 min 56 s      |
| 20  | Francis Mourey     | France    | FDJ                          |    | 32 min 22 s      |
| 21  | Francis De Greef   | Belgique  | Lotto-Belisol                |    | 33 min 20 s      |
| 22  | Egoi Martínez      | Espagne   | Euskaltel Euskadi            |    | 37 min 14 s      |
| 23  | Diego Rosa         | Italie    | Androni Giocattoli-Venezuela |    | 40 min 23 s      |
| 24  | José Herrada       | Espagne   | Movistar                     |    | 40 min 34 s      |
| 25  | Evgueni Petrov     | Russie    | Saxo-Tinkoff                 |    | 41 min 54 s      |

### Classements annexes
|     | Cycliste             | Équipe                    | Points |
| --- | -------------------- | ------------------------- | ------ |
| 1   | Mark Cavendish       | Omega Pharma-Quick Step   | 158    |
| 2   | Vincenzo Nibali      | Astana                    | 128    |
| 3   | Cadel Evans          | BMC Racing                | 111    |
| 4   | Carlos Betancur      | AG2R La Mondiale          | 108    |
| 5   | Giovanni Visconti    | Movistar                  | 105    |
| 6   | Rigoberto Urán       | Sky                       | 102    |
| DSQ | Mauro Santambrogio   | Vini Fantini-Selle Italia | 89     |
| 8   | Elia Viviani         | Cannondale                | 88     |
| 9   | Giacomo Nizzolo      | RadioShack-Leopard        | 75     |
| 10  | Ramūnas Navardauskas | Garmin-Sharp              | 65     |

|     | Cycliste           | Équipe                       | Points |
| --- | ------------------ | ---------------------------- | ------ |
| 1   | Stefano Pirazzi    | Bardiani Valvole-CSF Inox    | 82     |
| 2   | Giovanni Visconti  | Movistar                     | 45     |
| 3   | Vincenzo Nibali    | Astana                       | 45     |
| 4   | Jackson Rodríguez  | Androni Giocattoli-Venezuela | 41     |
| 5   | Carlos Betancur    | AG2R La Mondiale             | 37     |
| 6   | Robinson Chalapud  | Colombia                     | 31     |
| 7   | Rigoberto Urán     | Sky                          | 26     |
| DSQ | Mauro Santambrogio | Vini Fantini-Selle Italia    | 18     |
| 9   | Fabio Duarte       | Colombia                     | 17     |
| 10  | Pieter Weening     | Orica-GreenEDGE              | 14     |

|    | Cycliste                   | Équipe                       |    | Temps           |
| -- | -------------------------- | ---------------------------- | -- | --------------- |
| 1  | Carlos Betancur            | AG2R La Mondiale             | en | 85 h 0 min 56 s |
| 2  | Rafał Majka                | Saxo-Tinkoff                 | +  | 41 s            |
| 3  | Wilco Kelderman            | Blanco                       |    | 12 min 50 s     |
| 4  | Darwin Atapuma             | Colombia                     |    | 21 min 28 s     |
| 5  | Diego Rosa                 | Androni Giocattoli-Venezuela |    | 32 min 55 s     |
| 6  | Fabio Aru                  | Astana                       |    | 1 h 17 min 25 s |
| 7  | Fabio Felline              | Androni Giocattoli-Venezuela |    | 1 h 23 min 31 s |
| 8  | Jarlinson Pantano          | Colombia                     |    | 1 h 28 min 9 s  |
| 9  | Thomas Damuseau            | Argos-Shimano                |    | 1 h 35 min 26 s |
| 10 | Francesco Manuel Bongiorno | Bardiani Valvole-CSF Inox    |    | 2 h 4 min 36 s  |

|    | Équipe                       | Pays        |    | Temps             |
| -- | ---------------------------- | ----------- | -- | ----------------- |
| 1  | Sky                          | Royaume-Uni | en | 254 h 34 min 25 s |
| 2  | Astana                       | Kazakhstan  | +  | 4 min 29 s        |
| 3  | Movistar                     | Espagne     |    | 7 min 27 s        |
| 4  | Lampre-Merida                | Italie      |    | 10 min 35 s       |
| 5  | Blanco                       | Pays-Bas    |    | 15 min 58 s       |
| 6  | AG2R La Mondiale             | France      |    | 24 min 59 s       |
| 7  | Androni Giocattoli-Venezuela | Italie      |    | 39 min 16 s       |
| 8  | Euskaltel Euskadi            | Espagne     |    | 55 min 42 s       |
| 9  | BMC Racing                   | États-Unis  |    | 1 h 3 min 24 s    |
| 10 | Katusha                      | Russie      |    | 1 h 8 min 43 s    |

| \| \| Équipe \| Pays \| Points \| \| -- \| ------------------------- \| ----------- \| ------ \| \| 1 \| Movistar \| Espagne \| 281 \| \| 2 \| Sky \| Royaume-Uni \| 276 \| \| 3 \| AG2R La Mondiale \| France \| 273 \| \| 4 \| Lampre-Merida \| Italie \| 268 \| \| 5 \| Astana \| Kazakhstan \| 265 \| \| 6 \| BMC Racing \| États-Unis \| 232 \| \| 7 \| Katusha \| Russie \| 196 \| \| 8 \| Vini Fantini-Selle Italia \| Italie \| 195 \| \| 9 \| RadioShack-Leopard \| Luxembourg \| 194 \| \| 10 \| Bardiani Valvole-CSF Inox \| Italie \| 181 \| | - Classement des sprints intermédiaires : Rafael Andriato (23 pts) - Classement de la combativité : Mark Cavendish (49 pts) - Classement Azzurri d'Italia : Mark Cavendish (20 pts) - Classement Fuga Pinarello : Rafael Andriato (365 pts) - Prix du Fair-Play : Cannondale (0 pt) - Cima Coppi : Vincenzo Nibali |             |        |
| | Équipe | Pays        | Points |
| 1 | Movistar | Espagne     | 281    |
| 2 | Sky | Royaume-Uni | 276    |
| 3 | AG2R La Mondiale | France      | 273    |
| 4 | Lampre-Merida | Italie      | 268    |
| 5 | Astana | Kazakhstan  | 265    |
| 6 | BMC Racing | États-Unis  | 232    |
| 7 | Katusha | Russie      | 196    |
| 8 | Vini Fantini-Selle Italia | Italie      | 195    |
| 9 | RadioShack-Leopard | Luxembourg  | 194    |
| 10 | Bardiani Valvole-CSF Inox | Italie      | 181    |

### UCI World Tour
Ce Tour d'Italie attribue des points pour l'UCI World Tour 2013, seulement aux coureurs des équipes ayant un label ProTeam.
| Position           | 1er | 2e  | 3e  | 4e | 5e | 6e | 7e | 8e | 9e | 10e | 11e | 12e | 13e | 14e | 15e | 16e | 17e | 18e | 19e | 20e |
| Classement général | 170 | 130 | 100 | 90 | 80 | 70 | 60 | 52 | 44 | 38  | 32  | 26  | 22  | 18  | 14  | 10  | 8   | 6   | 4   | 2   |
| Par étape          | 16  | 8   | 4   | 2  | 1  |    |    |    |    |     |     |     |     |     |     |     |     |     |     |     |

Vincenzo Nibali (Astana) remonte à la 2e place du classement, derrière Fabian Cancellara (RadioShack-Leopard), toujours leader, et devant Peter Sagan (Cannondale). Carlos Betancur (AG2R La Mondiale) est désormais 4e, tandis que Michele Scarponi (Lampre-Merida) fait son entrée dans le Top 10. Rigoberto Urán (Sky) remonte lui aussi dans le classement et Cadel Evans (BMC Racing) marque ses premiers points de la saison. Nibali permet également à sa formation de remonter à la 6e place du classement par équipes, toujours dominé par l'équipe Sky. Très en vue sur ce Giro, les Colombiens prennent la tête du classement par nations, ce qui traduit le retour du cyclisme colombien sur le devant de la scène.
| #  | Coureur            | Équipe                  | Points |
| -- | ------------------ | ----------------------- | ------ |
| 1  | Vincenzo Nibali    | Astana                  | 216    |
| 2  | Rigoberto Urán     | Sky                     | 153    |
| 3  | Cadel Evans        | BMC Racing              | 111    |
| 4  | Carlos Betancur    | AG2R La Mondiale        | 110    |
| 5  | Michele Scarponi   | Lampre-Merida           | 92     |
| 6  | Mark Cavendish     | Omega Pharma-Quick Step | 80     |
| 7  | Przemysław Niemiec | Lampre-Merida           | 78     |
| 8  | Beñat Intxausti    | Movistar                | 68     |
| 9  | Rafał Majka        | Saxo-Tinkoff            | 63     |
| 10 | Domenico Pozzovivo | AG2R La Mondiale        | 38     |

| Suite du classement (11-40) | Suite du classement (11-40) | Suite du classement (11-40) | Suite du classement (11-40) |
| --------------------------- | --------------------------- | --------------------------- | --------------------------- |
| #                           | Coureur                     | Équipe                      | Points                      |
| 11                          | Samuel Sánchez              | Euskaltel Euskadi           | 37                          |
| 12                          | Giovanni Visconti           | Movistar                    | 36                          |
| 13                          | Tanel Kangert               | Astana                      | 30                          |
| 14                          | Ramūnas Navardauskas        | Garmin-Sharp                | 26                          |
| 15                          | Yury Trofimov               | Katusha                     | 22                          |
| 16                          | Elia Viviani                | Cannondale                  | 21                          |
| 17                          | Maxim Belkov                | Katusha                     | 16                          |
| 17                          | John Degenkolb              | Argos-Shimano               | 16                          |
| 17                          | Alex Dowsett                | Movistar                    | 16                          |
| 17                          | Adam Hansen                 | Lotto-Belisol               | 16                          |
| 17                          | Luca Paolini                | Katusha                     | 16                          |
| 22                          | Nacer Bouhanni              | FDJ                         | 14                          |
| 22                          | Robert Kišerlovski          | RadioShack-Leopard          | 14                          |
| 22                          | Giacomo Nizzolo             | RadioShack-Leopard          | 14                          |
| 25                          | Luka Mezgec                 | Argos-Shimano               | 13                          |
| 26                          | Sergio Henao                | Sky                         | 12                          |
| 27                          | Damiano Caruso              | Cannondale                  | 9                           |
| 28                          | Wilco Kelderman             | Blanco                      | 8                           |
| 28                          | Daniel Oss                  | BMC Racing                  | 8                           |
| 28                          | Ángel Vicioso               | Katusha                     | 8                           |
| 28                          | Bradley Wiggins             | Sky                         | 8                           |
| 32                          | Matthew Goss                | Orica-GreenEDGE             | 5                           |
| 32                          | Paul Martens                | Blanco                      | 5                           |
| 34                          | Ryder Hesjedal              | Garmin-Sharp                | 4                           |
| 35                          | Brett Lancaster             | Orica-GreenEDGE             | 3                           |
| 36                          | Tobias Ludvigsson           | Argos-Shimano               | 2                           |
| 36                          | Francis Mourey              | FDJ                         | 2                           |
| 36                          | Filippo Pozzato             | Lampre-Merida               | 2                           |
| 36                          | Salvatore Puccio            | Sky                         | 2                           |
| 40                          | Fabio Aru                   | Astana                      | 1                           |
| 40                          | Stef Clement                | Blanco                      | 1                           |
| 40                          | Danilo Hondo                | RadioShack-Leopard          | 1                           |
| 40                          | Arnold Jeannesson           | FDJ                         | 1                           |
| 40                          | Matteo Trentin              | Omega Pharma-Quick Step     | 1                           |

## Évolution des classements
Le classement général, dont le leader porte le maillot rose,  s'établit en additionnant les temps réalisés à chaque étape, puis en ôtant d'éventuelles bonifications (20, 12 et 8 s à l'arrivée des étapes en ligne et 6, 4 et 2 s à chaque sprint intermédiaire). En cas d'égalité, les critères de départage, dans l'ordre, sont : centièmes de seconde enregistrés lors des contre-la-montre, addition des places obtenues lors de chaque étape, place obtenue lors de la dernière étape. Ce classement est considéré comme le plus important de la course et le gagnant est le vainqueur du Giro.
Le classement par points, dont le leader porte le maillot rouge, est l'addition des points attribués à l'arrivée des étapes (25, 20, 16, 14, 12 et 10 points puis en ôtant 1 pt par place perdue jusqu'au 15e, qui reçoit donc 1 pt) et aux sprints intermédiaires (8, 6, 4, 3, 2 et 1 points).
Le classement de la montagne, dont le leader porte le maillot bleu, consiste en l'addition des points obtenus au sommet de la Cima Coppi (21, 15, 9, 5, 3, 2 et 1 pts) et des ascensions de 1re (15, 9, 5, 3, 2 et 1 pts), 2e (9, 5, 3, 2 et 1 pts), 3e (5, 3, 2 et 1 pts) et 4e (3, 2 et 1 pts) catégorie.
Le classement du meilleur jeune, dont le leader porte le maillot blanc, est le classement général des coureurs nés depuis le 1er janvier 1988.
Il existe également deux classements pour les équipes. Le premier est le Trofeo Fast Team (classement par équipe au temps). Le classement par équipes de l'étape est l'addition des trois meilleurs temps individuels de chaque équipe, sauf lors du contre-la-montre par équipes, où l'on prend le temps de l'équipe. En cas d'égalité, les critères de départage, dans l'ordre, sont : addition des places des 3 premiers coureurs des équipes concernées, place du meilleur coureur sur l'étape. Calculer le classement par équipes revient à additionner les classements par équipes de chaque étape. En cas d'égalité, les critères de départage, dans l'ordre, sont : nombre de premières places dans le classement par équipes du jour, nombre de deuxièmes places dans le classement par équipes du jour, etc., place au classement général du meilleur coureur des équipes concernées.

Le second est le classement Trofeo Super Team (classement par équipe par points). Après chaque étape, l'équipe du premier marque 20 points, l'équipe du deuxième 19 points, et ainsi de suite jusqu'à l'équipe du vingtième qui marque 1 point.
| Étape              | Vainqueur            | Classement général | Classement par points | Classement de la montagne | Classement du meilleur jeune | Classement par équipes aux temps | Classement par équipes aux points |
| ------------------ | -------------------- | ------------------ | --------------------- | ------------------------- | ---------------------------- | -------------------------------- | --------------------------------- |
| 1                  | Mark Cavendish       | Mark Cavendish     | Mark Cavendish        | Giovanni Visconti         | Elia Viviani                 | Orica-GreenEDGE                  | Orica-GreenEDGE                   |
| 2                  | Sky                  | Salvatore Puccio   | Mark Cavendish        | Giovanni Visconti         | Salvatore Puccio             | Sky                              | Orica-GreenEDGE                   |
| 3                  | Luca Paolini         | Luca Paolini       | Luca Paolini          | Willem Wauters            | Fabio Aru                    | Katusha                          | Katusha                           |
| 4                  | Enrico Battaglin     | Luca Paolini       | Luca Paolini          | Giovanni Visconti         | Fabio Aru                    | Katusha                          | Katusha                           |
| 5                  | John Degenkolb       | Luca Paolini       | Luca Paolini          | Giovanni Visconti         | Fabio Aru                    | Katusha                          | Katusha                           |
| 6                  | Mark Cavendish       | Luca Paolini       | Mark Cavendish        | Giovanni Visconti         | Fabio Aru                    | Katusha                          | Katusha                           |
| 7                  | Adam Hansen          | Beñat Intxausti    | Mark Cavendish        | Giovanni Visconti         | Rafał Majka                  | Katusha                          | Katusha                           |
| 8                  | Alex Dowsett         | Vincenzo Nibali    | Mark Cavendish        | Giovanni Visconti         | Wilco Kelderman              | Astana                           | Orica-GreenEDGE                   |
| 9                  | Maxim Belkov         | Vincenzo Nibali    | Cadel Evans           | Stefano Pirazzi           | Wilco Kelderman              | Blanco                           | BMC Racing                        |
| 10                 | Rigoberto Urán       | Vincenzo Nibali    | Cadel Evans           | Stefano Pirazzi           | Rafał Majka                  | Sky                              | Sky                               |
| 11                 | Ramūnas Navardauskas | Vincenzo Nibali    | Cadel Evans           | Stefano Pirazzi           | Rafał Majka                  | Sky                              | Sky                               |
| 12                 | Mark Cavendish       | Vincenzo Nibali    | Mark Cavendish        | Stefano Pirazzi           | Rafał Majka                  | Sky                              | Sky                               |
| 13                 | Mark Cavendish       | Vincenzo Nibali    | Mark Cavendish        | Stefano Pirazzi           | Rafał Majka                  | Sky                              | Sky                               |
| 14                 | Mauro Santambrogio   | Vincenzo Nibali    | Mark Cavendish        | Stefano Pirazzi           | Rafał Majka                  | Sky                              | Sky                               |
| 15                 | Giovanni Visconti    | Vincenzo Nibali    | Mark Cavendish        | Stefano Pirazzi           | Carlos Betancur              | Sky                              | Sky                               |
| 16                 | Beñat Intxausti      | Vincenzo Nibali    | Mark Cavendish        | Stefano Pirazzi           | Carlos Betancur              | Sky                              | Movistar                          |
| 17                 | Giovanni Visconti    | Vincenzo Nibali    | Mark Cavendish        | Stefano Pirazzi           | Carlos Betancur              | Sky                              | Movistar                          |
| 18                 | Vincenzo Nibali      | Vincenzo Nibali    | Mark Cavendish        | Stefano Pirazzi           | Rafał Majka                  | Sky                              | Sky                               |
| 19                 | Étape annulée        | Vincenzo Nibali    | Mark Cavendish        | Stefano Pirazzi           | Rafał Majka                  | Sky                              | Sky                               |
| 20                 | Vincenzo Nibali      | Vincenzo Nibali    | Vincenzo Nibali       | Stefano Pirazzi           | Carlos Betancur              | Sky                              | Sky                               |
| 21                 | Mark Cavendish       | Vincenzo Nibali    | Mark Cavendish        | Stefano Pirazzi           | Carlos Betancur              | Sky                              | Movistar                          |
| Classements finals | Classements finals   | Vincenzo Nibali    | Mark Cavendish        | Stefano Pirazzi           | Carlos Betancur              | Sky                              | Movistar                          |

## Liste des participants
- Liste de départ complète

| Légende                      | Légende                                                                                          | Légende | Légende                                                                                                  |
| ---------------------------- | ------------------------------------------------------------------------------------------------ | ------- | --- |
| Num                          | Dossard de départ porté par le coureur sur ce Tour d’Italie                                      | Pos     | Position finale au classement général                                                                    |
| Leader du classement général | Indique le vainqueur du classement général                                                       |         | Indique le vainqueur du classement de la montagne                                                        |
|                              | Indique le vainqueur du classement par points                                                    |         | Indique le vainqueur du classement du meilleur jeune                                                     |
| #                            | Indique la meilleure équipe aux temps                                                            | NP      | Indique un coureur qui n'a pas pris le départ d'une étape, suivi du numéro de l'étape où il s'est retiré |
| AB                           | Indique un coureur qui n'a pas terminé une étape, suivi du numéro de l'étape où il s'est retiré  | HD      | Indique un coureur qui a terminé une étape hors des délais, suivi du numéro de l'étape                   |
| EX                           | Coureur exclu pour non-respect du règlement, suivi du numéro de l'étape où il s'est fait exclure | *       | Indique un coureur en lice pour le maillot blanc (coureurs nés après le 1er janvier 1988)                |

| Garmin-Sharp GRS | Garmin-Sharp GRS                                                       | Garmin-Sharp GRS |
| ---------------- | ---------------------------------------------------------------------- | ---------------- |
| Num              | Coureur                                                                | Pos              |
| 1                | Ryder Hesjedal (CAN)                                                   | NP-13            |
| 2                | Thomas Danielson (USA)                                                 | 49e              |
| 3                | Thomas Dekker (NED)                                                    | 136e             |
| 4                | Nathan Haas (AUS)*                                                     | AB-16            |
| 5                | Robert Hunter (RSA)                                                    | 141e             |
| 6                | David Millar (GBR)                                                     | AB-14            |
| 7                | Ramūnas Navardauskas (LTU)* → Champion de Lituanie du contre-la-montre | 87e              |
| 8                | Peter Stetina (USA)                                                    | 52e              |
| 9                | Christian Vande Velde (USA)                                            | 110e             |

| AG2R La Mondiale ALM | AG2R La Mondiale ALM      | AG2R La Mondiale ALM |
| -------------------- | ------------------------- | -------------------- |
| Num                  | Coureur                   | Pos                  |
| 11                   | Domenico Pozzovivo (ITA)  | 10e                  |
| 12                   | Davide Appollonio (ITA)*  | 168e                 |
| 13                   | Manuel Belletti (ITA)     | 144e                 |
| 14                   | Julien Bérard (FRA)       | NP-8                 |
| 15                   | Carlos Betancur (COL)*    | 5e                   |
| 16                   | Guillaume Bonnafond (FRA) | 107e                 |
| 17                   | Hubert Dupont (FRA)       | 32e                  |
| 18                   | Ben Gastauer (LUX)        | 51e                  |
| 19                   | Sylvain Georges (FRA)     | NP-11                |

| Androni Giocattoli-Venezuela AND | Androni Giocattoli-Venezuela AND                            | Androni Giocattoli-Venezuela AND |
| -------------------------------- | ----------------------------------------------------------- | -------------------------------- |
| Num                              | Coureur                                                     | Pos                              |
| 21                               | Franco Pellizotti (ITA) → Champion d'Italie sur route       | 11e                              |
| 22                               | Giairo Ermeti (ITA)                                         | 151e                             |
| 23                               | Fabio Felline (ITA)*                                        | 43e                              |
| 24                               | Mattia Gavazzi (ITA)                                        | EX-16                            |
| 25                               | Tomás Gil (VEN) → Champion du Venezuela du contre-la-montre | AB-9                             |
| 26                               | Jackson Rodríguez (VEN)                                     | 50e                              |
| 27                               | Diego Rosa (ITA)*                                           | 23e                              |
| 28                               | Miguel Ángel Rubiano (COL)                                  | 45e                              |
| 29                               | Emanuele Sella (ITA)                                        | 58e                              |

| Astana AST | Astana AST                                                         | Astana AST |
| ---------- | ------------------------------------------------------------------ | ---------- |
| Num        | Coureur                                                            | Pos        |
| 31         | Vincenzo Nibali (ITA)                                              | 1er        |
| 32         | Valerio Agnoli (ITA)                                               | 39e        |
| 33         | Fabio Aru (ITA)*                                                   | 42e        |
| 34         | Dmitriy Gruzdev (KAZ) → Champion du Kazakhstan du contre-la-montre | 146e       |
| 35         | Tanel Kangert (EST) → Champion d'Estonie sur route                 | 14e        |
| 36         | Fredrik Kessiakoff (SWE)                                           | 90e        |
| 37         | Paolo Tiralongo (ITA)                                              | 99e        |
| 38         | Alessandro Vanotti (ITA)                                           | AB-14      |
| 39         | Andrey Zeits (KAZ)                                                 | 106e       |

| Bardiani Valvole-CSF Inox BAR | Bardiani Valvole-CSF Inox BAR     | Bardiani Valvole-CSF Inox BAR |
| ----------------------------- | --------------------------------- | ----------------------------- |
| Num                           | Coureur                           | Pos                           |
| 41                            | Sacha Modolo (ITA)                | 125e                          |
| 42                            | Enrico Battaglin (ITA)*           | AB-14                         |
| 43                            | Nicola Boem (ITA)*                | 137e                          |
| 44                            | Francesco Manuel Bongiorno (ITA)* | 71e                           |
| 45                            | Marco Canola (ITA)*               | 139e                          |
| 46                            | Sonny Colbrelli (ITA)*            | 89e                           |
| 47                            | Stefano Locatelli (ITA)*          | 102e                          |
| 48                            | Stefano Pirazzi (ITA)             | 44e                           |
| 49                            | Edoardo Zardini (ITA)*            | 138e                          |

| Blanco BLA | Blanco BLA               | Blanco BLA |
| ---------- | ------------------------ | ---------- |
| Num        | Coureur                  | Pos        |
| 51         | Robert Gesink (NED)      | NP-20      |
| 52         | Jack Bobridge (AUS)*     | NP-14      |
| 53         | Stef Clement (NED)       | 48e        |
| 54         | Juan Manuel Gárate (ESP) | 31e        |
| 55         | Wilco Kelderman (NED)*   | 17e        |
| 56         | Steven Kruijswijk (NED)  | 26e        |
| 57         | Paul Martens (GER)       | 63e        |
| 58         | Maarten Tjallingii (NED) | 131e       |
| 59         | Maarten Wynants (BEL)    | AB-16      |

| BMC Racing BMC | BMC Racing BMC         | BMC Racing BMC |
| -------------- | ---------------------- | -------------- |
| Num            | Coureur                | Pos            |
| 61             | Cadel Evans (AUS)      | 3e             |
| 62             | Adam Blythe (GBR)*     | 167e           |
| 63             | Steve Cummings (GBR)   | 149e           |
| 64             | Klaas Lodewyck (BEL)*  | NP-7           |
| 65             | Steve Morabito (SUI)   | 34e            |
| 66             | Daniel Oss (ITA)       | 140e           |
| 67             | Taylor Phinney (USA)*  | AB-16          |
| 68             | Ivan Santaromita (ITA) | 30e            |
| 69             | Danilo Wyss (SUI)      | 84e            |

| Cannondale CAN | Cannondale CAN             | Cannondale CAN |
| -------------- | -------------------------- | -------------- |
| Num            | Coureur                    | Pos            |
| 71             | Damiano Caruso (ITA)       | 19e            |
| 72             | Tiziano Dall'Antonia (ITA) | 113e           |
| 73             | Paolo Longo Borghini (ITA) | 67e            |
| 74             | Alan Marangoni (ITA)       | 114e           |
| 75             | Fabio Sabatini (ITA)       | 93e            |
| 76             | Cristiano Salerno (ITA)    | 86e            |
| 77             | Cayetano Sarmiento (COL)   | 91e            |
| 78             | Elia Viviani (ITA)*        | 119e           |
| 79             | Cameron Wurf (AUS)         | 128e           |

| Colombia COL | Colombia COL             | Colombia COL |
| ------------ | ------------------------ | ------------ |
| Num          | Coureur                  | Pos          |
| 81           | Darwin Atapuma (COL)*    | 18e          |
| 82           | Edwin Ávila (COL)*       | 164e         |
| 83           | Robinson Chalapud (COL)  | 94e          |
| 84           | Fabio Duarte (COL)       | 28e          |
| 85           | Leonardo Duque (COL)     | 79e          |
| 86           | Wilson Marentes (COL)    | 162e         |
| 87           | Dalivier Ospina (COL)    | AB-12        |
| 88           | Jarlinson Pantano (COL)* | 46e          |
| 89           | Carlos Quintero (COL)    | AB-10        |

| Euskaltel Euskadi EUS | Euskaltel Euskadi EUS                                            | Euskaltel Euskadi EUS |
| --------------------- | ---------------------------------------------------------------- | --------------------- |
| Num                   | Coureur                                                          | Pos                   |
| 91                    | Samuel Sánchez (ESP)                                             | 12e                   |
| 92                    | Jorge Azanza (ESP)                                               | 33e                   |
| 93                    | Egoi Martínez (ESP)                                              | 22e                   |
| 94                    | Ricardo Mestre (POR)                                             | 145e                  |
| 95                    | Miguel Mínguez (ESP)*                                            | 166e                  |
| 96                    | Ioánnis Tamourídis (GRE) → Champion de Grèce du contre-la-montre | 152e                  |
| 97                    | Pablo Urtasun (ESP)                                              | AB-5                  |
| 98                    | Gorka Verdugo (ESP)                                              | 64e                   |
| 99                    | Robert Vrečer (SLO) → Champion de Slovénie du contre-la-montre   | 92e                   |

| FDJ | FDJ                                                  | FDJ   |
| --- | ---------------------------------------------------- | ----- |
| Num | Coureur                                              | Pos   |
| 100 | Nacer Bouhanni (FRA)* → Champion de France sur route | NP-13 |
| 101 | Sandy Casar (FRA)                                    | NP-4  |
| 102 | Murilo Fischer (BRA)                                 | 147e  |
| 103 | Arnold Jeannesson (FRA)                              | AB-9  |
| 104 | Johan Le Bon (FRA)*                                  | 115e  |
| 105 | Francis Mourey (FRA)                                 | 20e   |
| 106 | Laurent Pichon (FRA)                                 | 163e  |
| 107 | Dominique Rollin (CAN)                               | 75e   |
| 109 | Anthony Roux (FRA)                                   | AB-16 |

| Katusha KAT | Katusha KAT             | Katusha KAT |
| ----------- | ----------------------- | ----------- |
| Num         | Coureur                 | Pos         |
| 111         | Luca Paolini (ITA)      | 59e         |
| 112         | Maxim Belkov (RUS)      | HD-18       |
| 113         | Pavel Brutt (RUS)       | 103e        |
| 114         | Giampaolo Caruso (ITA)  | 41e         |
| 115         | Vladimir Gusev (RUS)    | 65e         |
| 116         | Petr Ignatenko (RUS)    | 40e         |
| 117         | Dmitry Kozontchuk (RUS) | AB-16       |
| 118         | Yury Trofimov (RUS)     | 13e         |
| 119         | Ángel Vicioso (ESP)     | NP-10       |

| Lampre-Merida LAM | Lampre-Merida LAM         | Lampre-Merida LAM |
| ----------------- | ------------------------- | ----------------- |
| Num               | Coureur                   | Pos               |
| 121               | Michele Scarponi (ITA)    | 4e                |
| 122               | Mattia Cattaneo (ITA)*    | AB-7              |
| 123               | Kristijan Đurasek (CRO)   | 68e               |
| 124               | Roberto Ferrari (ITA)     | 150e              |
| 125               | Przemysław Niemiec (POL)  | 6e                |
| 126               | Daniele Pietropolli (ITA) | 80e               |
| 127               | Filippo Pozzato (ITA)     | 120e              |
| 128               | José Serpa (COL)          | 27e               |
| 129               | Simone Stortoni (ITA)     | 56e               |

| Lotto-Belisol LTB | Lotto-Belisol LTB      | Lotto-Belisol LTB |
| ----------------- | ---------------------- | ----------------- |
| Num               | Coureur                | Pos               |
| 131               | Lars Ytting Bak (DEN)  | 95e               |
| 132               | Dirk Bellemakers (NED) | 111e              |
| 133               | Brian Bulgaç (NED)*    | 135e              |
| 134               | Francis De Greef (BEL) | 21e               |
| 135               | Kenny Dehaes (BEL)     | 156e              |
| 136               | Gert Dockx (BEL)*      | 104e              |
| 137               | Adam Hansen (AUS)      | 72e               |
| 138               | Vicente Reynés (ESP)   | 109e              |
| 139               | Frederik Willems (BEL) | 117e              |

| Movistar MOV | Movistar MOV                                                          | Movistar MOV |
| ------------ | --------------------------------------------------------------------- | ------------ |
| Num          | Coureur                                                               | Pos          |
| 141          | Eros Capecchi (ITA)                                                   | 70e          |
| 142          | Juan José Cobo (ESP)                                                  | 116e         |
| 143          | Alex Dowsett (GBR)* → Champion de Grande-Bretagne du contre-la-montre | 148e         |
| 144          | José Herrada (ESP)                                                    | 24e          |
| 145          | Beñat Intxausti (ESP)                                                 | 8e           |
| 146          | Vladimir Karpets (RUS)                                                | 47e          |
| 147          | Pablo Lastras (ESP)                                                   | 85e          |
| 148          | Francisco Ventoso (ESP) → Champion d'Espagne sur route                | 66e          |
| 149          | Giovanni Visconti (ITA)                                               | 35e          |

| Omega Pharma-Quick Step OPQ | Omega Pharma-Quick Step OPQ                        | Omega Pharma-Quick Step OPQ |
| --------------------------- | -------------------------------------------------- | --------------------------- |
| Num                         | Coureur                                            | Pos                         |
| 151                         | Mark Cavendish (GBR)                               | 127e                        |
| 152                         | Gianluca Brambilla (ITA)                           | 105e                        |
| 153                         | Michał Gołaś (POL) → Champion de Pologne sur route | 62e                         |
| 154                         | Iljo Keisse (BEL)                                  | 159e                        |
| 155                         | Serge Pauwels (BEL)                                | 77e                         |
| 156                         | Jérôme Pineau (FRA)                                | 124e                        |
| 157                         | Gert Steegmans (BEL)                               | NP-14                       |
| 158                         | Matteo Trentin (ITA)*                              | 118e                        |
| 159                         | Julien Vermote (BEL)*                              | 132e                        |

| Orica-GreenEDGE OGE | Orica-GreenEDGE OGE                                                                               | Orica-GreenEDGE OGE |
| ------------------- | ------------------------------------------------------------------------------------------------- | ------------------- |
| Num                 | Coureur                                                                                           | Pos                 |
| 161                 | Matthew Goss (AUS)                                                                                | AB-16               |
| 162                 | Luke Durbridge (AUS)* → Champion d'Australie sur route → Champion d'Australie du contre-la-montre | 142e                |
| 163                 | Leigh Howard (AUS)*                                                                               | NP-7                |
| 164                 | Jens Keukeleire (BEL)*                                                                            | 74e                 |
| 165                 | Brett Lancaster (AUS)                                                                             | 121e                |
| 166                 | Christian Meier (CAN)                                                                             | 143e                |
| 167                 | Jens Mouris (NED)                                                                                 | 160e                |
| 168                 | Svein Tuft (CAN) → Champion du Canada du contre-la-montre                                         | 154e                |
| 169                 | Pieter Weening (NED)                                                                              | 38e                 |

| RadioShack-Leopard RLT | RadioShack-Leopard RLT                                         | RadioShack-Leopard RLT |
| ---------------------- | -------------------------------------------------------------- | ---------------------- |
| Num                    | Coureur                                                        | Pos                    |
| 171                    | George Bennett (NZL)*                                          | 122e                   |
| 172                    | Danilo Hondo (GER)                                             | 96e                    |
| 173                    | Robert Kišerlovski (CRO)                                       | 15e                    |
| 174                    | Tiago Machado (POR)                                            | 36e                    |
| 175                    | Giacomo Nizzolo (ITA)*                                         | 130e                   |
| 176                    | Nélson Oliveira (POR)*                                         | 81e                    |
| 177                    | Yaroslav Popovych (UKR)                                        | 133e                   |
| 178                    | Hayden Roulston (NZL) → Champion de Nouvelle-Zélande sur route | NP-17                  |
| 179                    | Jesse Sergent (NZL)*                                           | 153e                   |

| Sky SKY # | Sky SKY #                                                   | Sky SKY # |
| --------- | ----------------------------------------------------------- | --------- |
| Num       | Coureur                                                     | Pos       |
| 181       | Bradley Wiggins (GBR)                                       | NP-13     |
| 182       | Dario Cataldo (ITA) → Champion d'Italie du contre-la-montre | 57e       |
| 183       | Sergio Henao (COL)                                          | 16e       |
| 184       | Christian Knees (GER)                                       | 60e       |
| 185       | Danny Pate (USA)                                            | 134e      |
| 186       | Salvatore Puccio (ITA)*                                     | 73e       |
| 187       | Kanstantsin Siutsou (BLR)                                   | 37e       |
| 188       | Rigoberto Urán (COL)                                        | 2e        |
| 189       | Xabier Zandio (ESP)                                         | 82e       |

| Argos-Shimano ARG | Argos-Shimano ARG        | Argos-Shimano ARG |
| ----------------- | ------------------------ | ----------------- |
| Num               | Coureur                  | Pos               |
| 191               | John Degenkolb (GER)*    | NP-10             |
| 192               | Thomas Damuseau (FRA)*   | 53e               |
| 193               | Bert De Backer (BEL)     | 157e              |
| 194               | Koen de Kort (NED)       | 78e               |
| 195               | Patrick Gretsch (GER)    | 69e               |
| 196               | Ji Cheng (CHN)           | NP-6              |
| 197               | Tobias Ludvigsson (SWE)* | 112e              |
| 198               | Luka Mezgec (SLO)*       | 123e              |
| 199               | Albert Timmer (NED)      | 129e              |

| Saxo-Tinkoff TST | Saxo-Tinkoff TST       | Saxo-Tinkoff TST |
| ---------------- | ---------------------- | ---------------- |
| Num              | Coureur                | Pos              |
| 201              | Rafał Majka (POL)*     | 7e               |
| 202              | Daniele Bennati (ITA)  | NP-14            |
| 203              | Manuele Boaro (ITA)    | 100e             |
| 204              | Matti Breschel (DEN)   | NP-12            |
| 205              | Mads Christensen (DEN) | 126e             |
| 206              | Karsten Kroon (NED)    | NP-14            |
| 207              | Evgueni Petrov (RUS)   | 25e              |
| 208              | Bruno Pires (POR)      | 61e              |
| 209              | Rory Sutherland (AUS)  | 97e              |

| Vacansoleil-DCM VCD | Vacansoleil-DCM VCD       | Vacansoleil-DCM VCD |
| ------------------- | ------------------------- | ------------------- |
| Num                 | Coureur                   | Pos                 |
| 211                 | Marco Marcato (ITA)       | 76e                 |
| 212                 | Grega Bole (SLO)          | AB-20               |
| 213                 | Martijn Keizer (NED)*     | 101e                |
| 214                 | Maurits Lammertink (NED)* | 155e                |
| 215                 | Pim Ligthart (NED)*       | 161e                |
| 216                 | Rob Ruijgh (NED)          | 54e                 |
| 217                 | Rafael Valls (ESP)        | 29e                 |
| 218                 | Frederik Veuchelen (BEL)  | 83e                 |
| 219                 | Willem Wauters (BEL)*     | 158e                |

| Vini Fantini-Selle Italia VIN | Vini Fantini-Selle Italia VIN | Vini Fantini-Selle Italia VIN |
| ----------------------------- | ----------------------------- | ----------------------------- |
| Num                           | Coureur                       | Pos                           |
| 221                           | Stefano Garzelli (ITA)        | 108e                          |
| 222                           | Rafael Andriato (BRA)         | 165e                          |
| 223                           | Francesco Chicchi (ITA)       | NP-9                          |
| 224                           | Danilo Di Luca (ITA)          | EX-19                         |
| 225                           | Oscar Gatto (ITA)             | 98e                           |
| 226                           | Alessandro Proni (ITA)        | 88e                           |
| 227                           | Matteo Rabottini (ITA)        | 55e                           |
| 228                           | Mauro Santambrogio (ITA)      | DSQ                           |
| 229                           | Fabio Taborre (ITA)           | AB-10                         |